# Фатеево (Тульская область)
Фатеево — посёлок в Киреевском районе Тульской области России.
В рамках административно-территориального устройства входит в Большекалмыкский сельский округ Киреевского района, в рамках организации местного самоуправления включается в сельское поселение Бородинское.

## География
Расположен на реке Упа, в 20 км к северо-западу от города Киреевска и в 15 км к юго-востоку от центра Тулы. 

## Население
| 2002 | 2010 |
| ---- | ---- |
| 336  | ↘279 |